# Dusičnan bismutitý
Dusičnan bismutitý je anorganická sůl složená z kationtu bismutu v oxidačním čísle +3 a tří dusičnanových aniontů. Jeho nejběžnější tuhou formou je pentahydrát. Využívá se při syntéze dalších sloučenin bismutu. Je to jediný známý dusičnan prvku 15. skupiny, což ukazuje na kovovou povahu bismutu.

## Příprava a reakce
Dusičnan bismutitý lze připravit reakcí bismutu a koncentrované kyseliny dusičné:
Bi + 4 HNO3 → Bi(NO3)3 + 2 H2O + NO
Rozpouští se v kyselině dusičné, ale snadno se hydrolyzuje za vzniku oxidů-dusičnanů, pokud je pH nad 0.
Je také rozpustný v acetonu, kyselině octové a glycerolu, ale prakticky nerozpustný v ethanolu a ethylacetátu.
Používá se k přípravě Dragendorffova činidla.
Dusičnan bismutitý tvoří nerozpustné komplexy s pyrogallolem a kupferronem a tyto sloučeniny byly základem gravimetrických metod stanovení obsahu bismutu.
Při zahřívání se může dusičnan bismutitý rozkládat za vzniku oxidu dusičitého.